# Bomberman Online
『Bomberman Online（ぼんばーまん おんらいん）』はハドソンが開発し、SEGA (USA)が2001年10月30日にリリースしたドリームキャスト用ゲームで、ジャンルはアクションゲーム。ドリームキャスト唯一のボンバーマンシリーズタイトルだが、日本未発売のゲーム。
音楽はPlayStation用ソフト『ボンバーマンワールド』を手掛けた山本裕直とNINTENDO 64用ソフト『ゲッターラブ!! ちょー恋愛パーティーゲーム』を手掛けた坂東章平が担当している。

## 概要
1ステージ内に4つのステージがあり、各ステージでは変わったルールで戦うことになる。
余談だが、『ボンバーマンジェッターズ』に登場するサンダーボンバー、マーメイドボンバー、グランボンバーのキャラクターデザインは『Bomberman Online』に登場したキャラクターを基にしたものと思われる。

## ステージ

### Thunder Volt Power Plant
- 特徴：発電所を舞台にしたステージ。
- ルール：相手を全滅させた方が勝ち。
- ボス：Thunder Bomber（サンダーボンバー）

### Volcanic Training School
- 特徴：ザコキャラはアメフト選手の姿をしたボンバーマンが出てくる。
- ルール：制限時間以内にボンバーマンがゴール地点に到達したら勝ちだが、敵はゴール前に爆弾を置いたりしてボンバーマンを邪魔してくる。また、敵を倒しても敵は復活する。
- ボス：Bomber Brother（ボンバーブラザー）

### Submarine Patrol Base
- 特徴：海を舞台にしたステージ。ザコキャラはボンバーマーメイドと似た者である。
- ルール：中央に境界線を敷かれて、これを通る事はできない。ボンバーマンと敵が左右に分かれてボンバーマンが左側で、敵が右側。爆弾を設置すると爆発する前に相手の所に移動して爆発する（ただし爆弾が移動する場所は自分が置いた所と似た場所になる）。
- ボス：Bomber Mermaid（ボンバーマーメイド）

### Diamond Canyon Excavation Point
- 特徴：工事現場を舞台にしたステージ。ザコキャラは工事現場の仕事人の姿をしたボンバーマンが登場する。
- ルール：制限時間以内に爆風を床に当てて自分の床にして床が多い者が勝ち。相手が制圧している床に爆風を当てると相手の床を奪取することができる。また、敵を倒しても敵は復活する。
- ボス：Bomber Gunrock（ボンバーガンロック）

### Tower of Wind
- 特徴：古代遺跡を舞台にしたステージ。ザコキャラはアラブ人の服装をしたボンバーマンが出てくる。
- ルール：制限時間以内に相手に爆風を多く当てた方が勝ち。爆風がどこまで飛ぶかを表示される。途中ドクロマークをした爆弾が落ちてくる（ドクロマークの爆弾の爆風は壊せないブロックを貫通して飛んでくる）。
- ボス：Aladdin Bomber（アラジンボンバー）